# Blaarkop

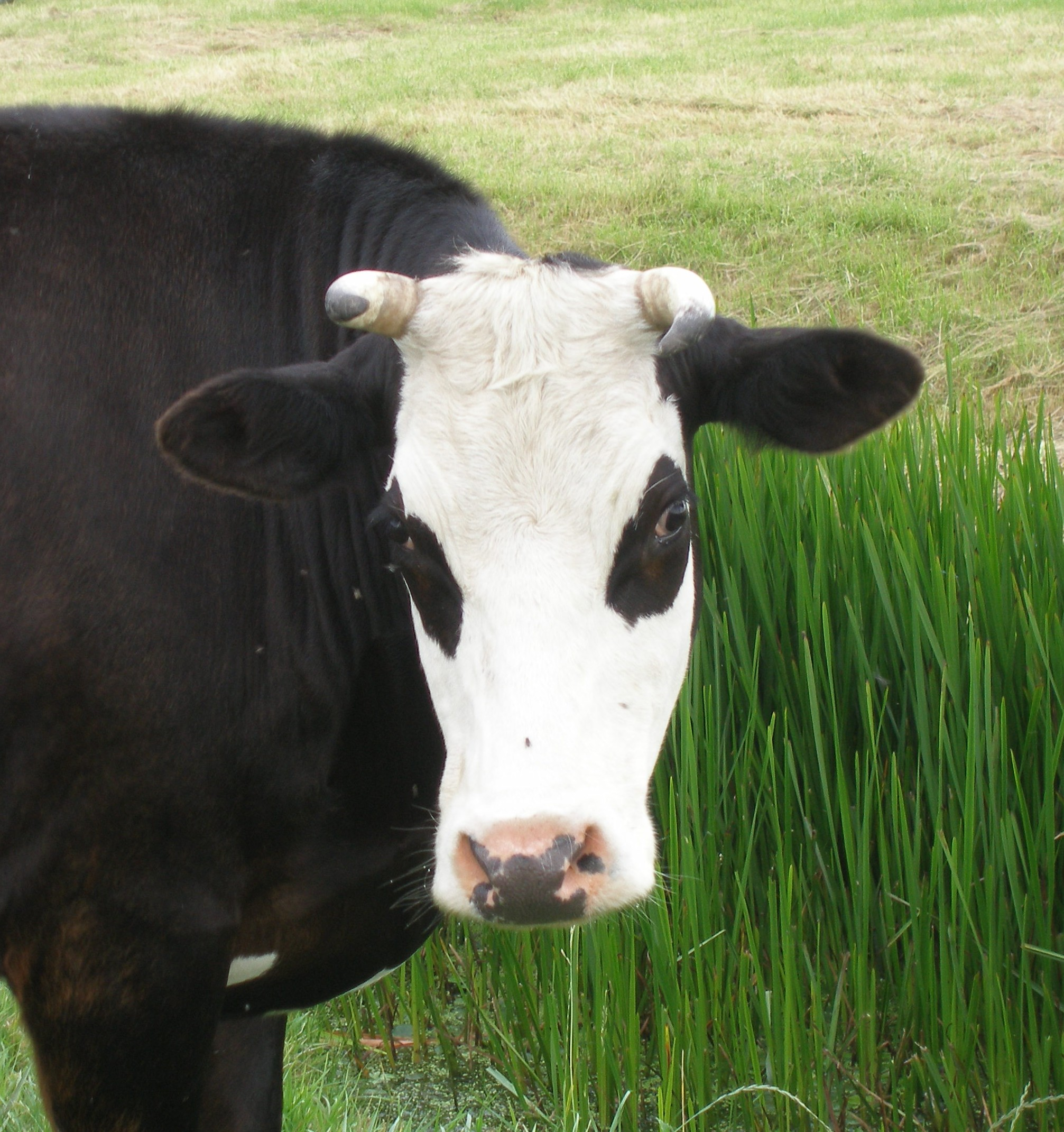
Een blaarkop (2007)

De blaarkop is een oud runderras, dat al in de late middeleeuwen werd beschreven. Van oudsher wordt de blaarkop gehouden in de provincie Groningen, maar ook in de Bollenstreek en Rijnstreek tussen Utrecht en Leiden. Het ras wordt ook vaak Groninger blaarkop genoemd. De blaarkop is van oorsprong een dubbeldoelkoe van het vlees-melktype (60%-40%) gekenmerkt door een acceptabele melk- en vleesproductie. Blaarkoppen zijn dus gefokt met iets meer nadruk op de vleesaanzet dan op melkproductie.

## Kenmerken
De blaarkop is egaal zwart of rood met een witte kop en een witte staartpunt. Rondom de ogen heeft de blaarkop een zwarte of rode vlek, de blaar. Deze mag aan de hals vastzitten. De onderkant van de buik is wit. Witte vlekken in het gekleurde deel of gekleurde vlekken in het witte deel worden, net als te hoge witte poten, beschouwd als ongewenst.
Naast de specifieke aftekening met vlekken rond de ogen zijn het harde beenwerk, de goede vruchtbaarheid en het makkelijk afkalven kenmerkend voor de blaarkop. Een blaarkopkoe meet ongeveer 138 cm schofthoogte en weegt rond de 600 kg. De stieren zijn gemiddeld 148 cm hoog en wegen 800 kg. De gemiddelde melkproductie van een blaarkopkoe ligt rond 7000 kilo per jaar, met een vetpercentage van 4,35% en een eiwitpercentage van 3,60%.
Tegenwoordig worden blaarkoppen ingekruist bij HF-koeien, die door het lang selecteren op slechts enkele kenmerken te kwetsbaar worden. Door het effect van heterosis ontstaan zo sterkere koeien. De melkproductie daalt nauwelijks door eenmaal in te kruisen met een blaarkop, maar het kalf neemt wel de sterke eigenschappen mee.

## Galerij
- Blaarkop Christina wordt op de boerderij van dhr. Dijkstra te Oldehove gehuldigd voor haar record van 100.000 liter melk (1964)

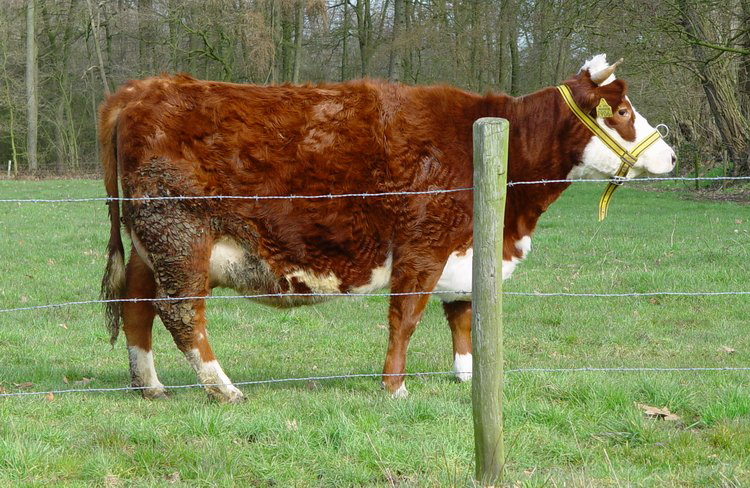
Hoogdrachtige rode blaarkop
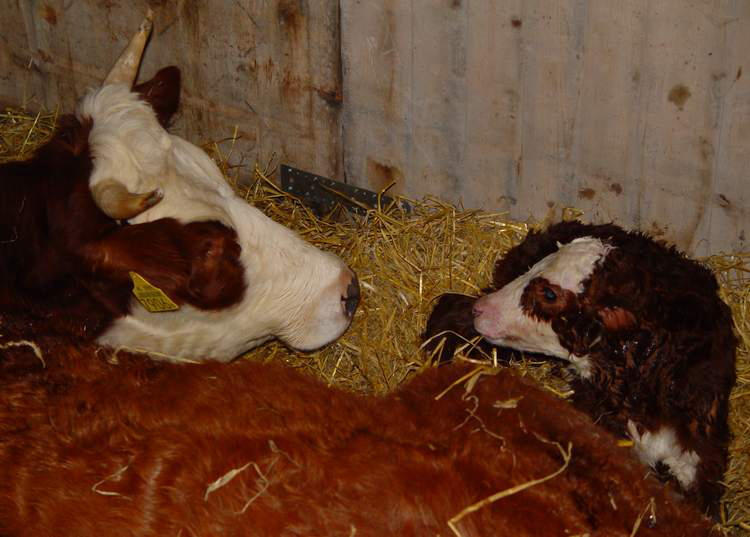
Een rode blaarkop met kalf